# Ostetrica

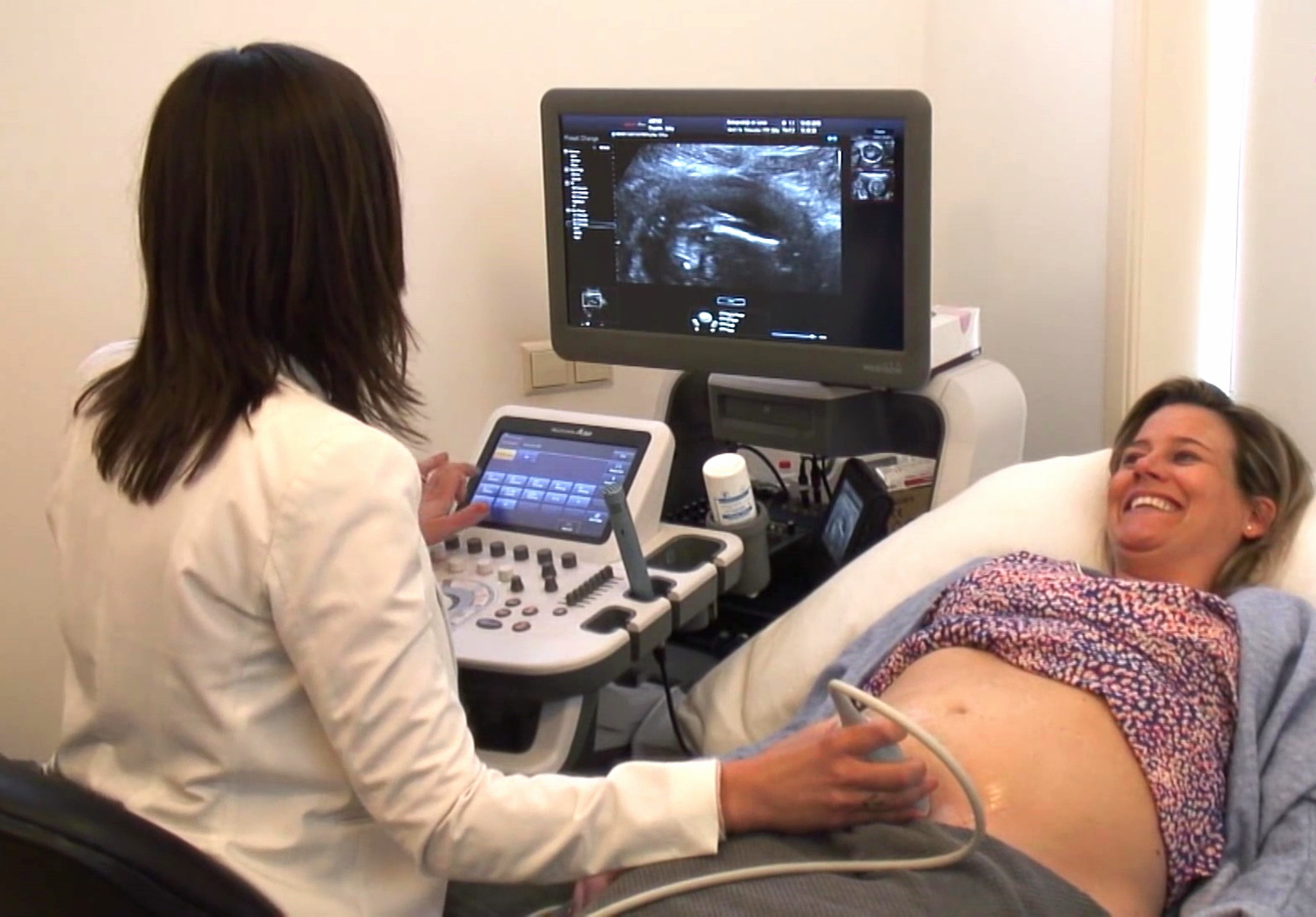
Un'ostetrica fa un'ecografia a una donna incinta

L'ostetrica, o più anticamente levatrice (maschile: ostetrico), è la figura professionale che si occupa di assistere la gestante durante il periodo di gravidanza, parto e puerperio, conduce e porta a termine parti eutocici (cioè spontanei e fisiologici) con propria responsabilità e presta assistenza al neonato.
Negli Stati Uniti d'America ci sono due figure diverse: la midwife, che lavora sul territorio (parti in casa, case del parto, birth center), e la birth nurse, infermiere/a ospedaliero/a specializzato che corrisponde alle classiche ostetriche ospedaliere.
Con il termine ostetrico si identifica anche il medico chirurgo specializzato in ginecologia-ostetricia.
In alcuni paesi dell'Europa, come la Finlandia, per diventare ostetrica è necessario frequentare cinque anni di università, dopodiché se si vuole lavorare privatamente o nel distretto o presso un consultorio, sono necessari altri due anni di specializzazione. In Italia invece il corso universitario di primo livello è di 3 anni. È poi possibile accedere a master/specializzazioni ed è comunque obbligatoria una formazione continua (sorvegliata dagli Ordini) per poter svolgere la professione. 

## Storia

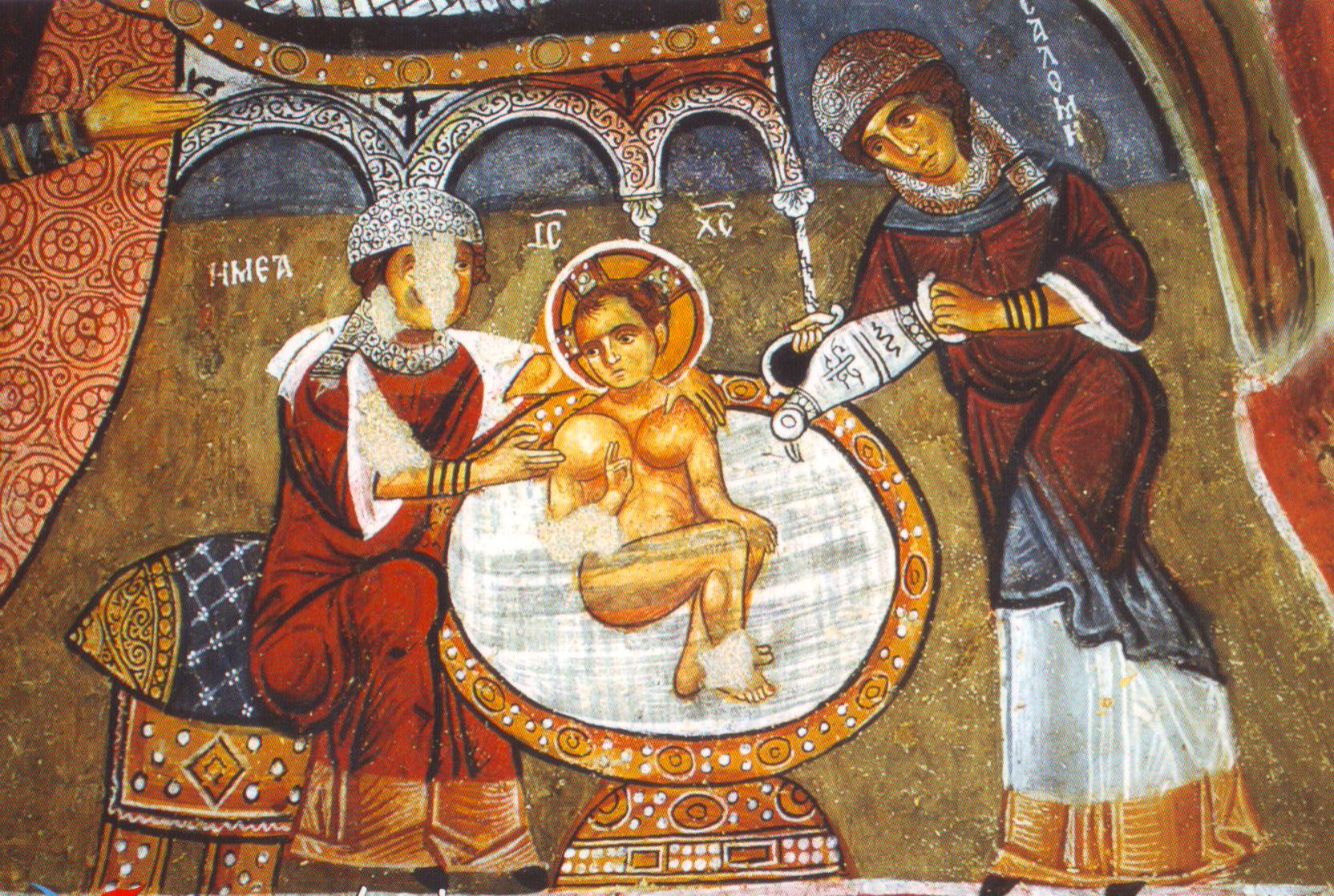
Un'ostetrica e Salome lavano Gesù Bambino (affresco dell'XI secolo nell'odierna Turchia, ispirato dal Protovangelo di Giacomo)

La professione dell'ostetrica è considerata una delle più antiche al mondo e nasce come sapere femminile trasmesso e arricchito da una generazione all'altra.  
Nei suoi scritti Platone, parlando di Socrate, fa spesso riferimento alla madre di quest'ultimo, Fenarete, forse la più famosa levatrice della storia, che gli ispirò il principio della maieutica (cioè tirare fuori, far emergere). 
Ruolo un tempo riservato alle donne, chiamate levatrici o mammane perché in grado di «levare» il neonato dal corpo della donna incinta. In antichità il parto avveniva in casa con l’aiuto di altre donne sposate già madri e che avevano esperienza e sapevano cosa fare. Allora tutti i mestieri si imparavano osservando chi già esercitava un mestiere e si faceva esperienza; nel caso della levatrice generalmente il mestiere veniva tramandato da madre in figlia. Ma il suo compito non si limitava ad aiutare il bambino a nascere, essa dava anche indicazioni alle madri sul riposo e sulla dieta da seguire. Inoltre, sostenevano moralmente le gravide durante tutto il periodo della gravidanza. Oggi l'ostetrica, sia essa donna o uomo, segue non solo il parto fisiologico in autonomia, ma anche tutta la gravidanza, il post-partum e aiuta la mamma ad accudire il bambino nei primi mesi.

## Competenze professionali
L'ostetrica/o, nel rispetto dell'etica professionale, gestisce, come membro dell'équipe sanitaria, l'intervento assistenziale di propria competenza: partecipa ad interventi di educazione sanitaria e sessuale sia nell'ambito della famiglia che nella comunità; alla preparazione psicoprofilattica al parto; alla preparazione e all'assistenza ad interventi ginecologici; alla prevenzione e all'accertamento dei tumori della sfera genitale femminile; ai programmi di assistenza materna e neonatale. Contribuisce anche alla formazione del personale di supporto e concorre direttamente all'aggiornamento relativo al proprio profilo professionale e alla ricerca.
L'ostetrica/o è in grado di individuare situazioni potenzialmente patologiche che richiedono intervento medico e di praticare, ove occorra, le relative misure di particolare emergenza.
L'ostetrica/o svolge la sua attività in strutture sanitarie, pubbliche o private, in regime di dipendenza o libero-professionale.
Il punto forte dell'ostetrica/o è, oltre alla sua formazione tecnica (saper fare), la sua capacità empatica e comunicativa (saper essere) necessaria per seguire la donna in momenti "difficili" quali possono essere l'affrontare un travaglio o semplicemente accettare una menopausa.

## Ambienti di lavoro

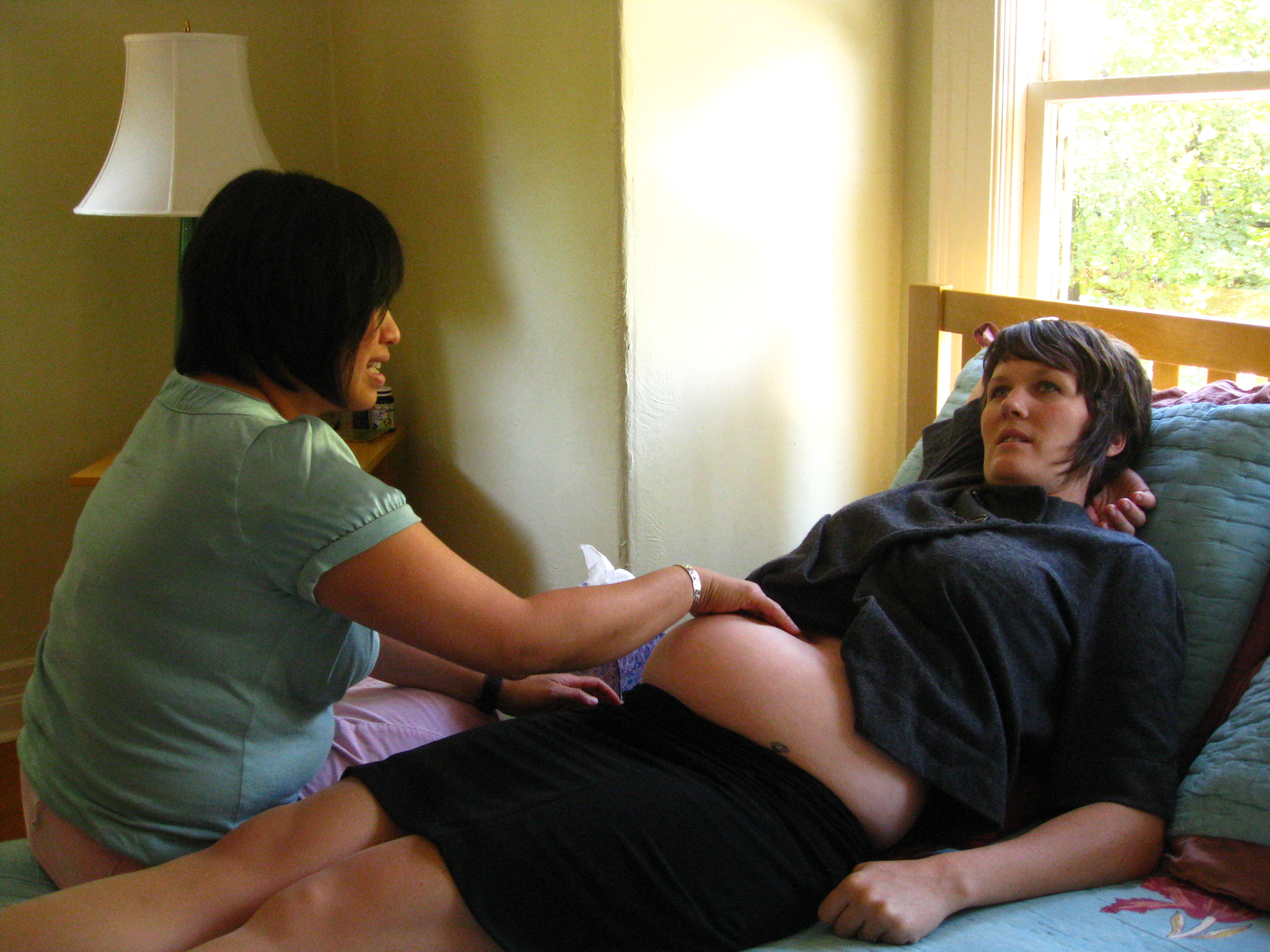
Un'ostetrica visita una donna incinta in casa

L'ostetrica/o non ha come ambiente di lavoro solo la sala parto (nel caso lavori in clinica) ma anche la casa delle donne che assiste (nel parto in casa o nel controllo del puerperio e dell'allattamento).
Opera nei consultori pubblici e privati, dove oltre a essere un costante punto di riferimento per le donne, gravide e non, esegue pap test, tamponi, visite in gravidanza, pesate di bambini anche fino ai due anni, corsi di accompagnamento alla nascita, sostegno all'allattamento e riabilitazione del pavimento pelvico. 
Negli Stati Uniti d'America è molto diffusa la figura della doula, che ha come fine ultimo quello di far sentire la donna a proprio agio, e collabora con le ostetriche.